# Anabarhynchus brevicornis
Anabarhynchus brevicornis är en tvåvingeart som beskrevs av Lyneborg 1992. Anabarhynchus brevicornis ingår i släktet Anabarhynchus och familjen stilettflugor. Inga underarter finns listade i Catalogue of Life.